# Tan-Ruhuratir
Tan-Ruhuratir (ok. 1945–1925 p.n.e.) – król elamicki z dynastii z Simaszki, syn Idaddu I. Jego małżonką była Mekubi, córka Bilalamy, władcy Esznunny. Zachowały się inskrypcje Tan-Ruhuratira z opisem jego prac budowlanych w dzielnicy świątynnej w Suzie.